# Биометрия в школах
Биометрия в школах — это набирающая популярность система распознавания людей в образовательной сфере. Согласно TechNavio, использование биометрии в образовательной сфере, как ожидается, будет увеличиваться со скоростью 23,65 % (CAGR) в период между 2014 и 2019 годами. Биометрические характеристики — это уникальные физические или поведенческие характеристики, которые можно использовать для автоматической идентификации личности. Биометрические технологии собирают, обрабатывают и измеряют эти характеристики в электронном виде и сравнивают их с существующими записями для создания высокоточной идентификации.

## Типы биометрии, используемые в школах
Технология распознавания отпечатков пальцев среди биометрических технологий является наиболее используемой во многих отраслях, включая школы. Система распознавания отпечатков пальцев — самая распространенная, самая старая, простая в установке и недорогая биометрическая технология. Сканирование пальца является наиболее широко используемой технологией в образовательной сфере США, хотя также набирают популярность технологии распознавания вены ладони, радужной оболочки глаза и лица

## Великобритания
Биометрические технологии используются для решения проблем прогулов, замены библиотечных карточек или оплаты питания в Великобритании с начала первого десятилетия 21-го века. Школьная биометрия, а именно, система снятия отпечатков пальцев, вызывает обеспокоенность по поводу конфиденциальности из-за создания баз данных, которые постепенно будут охватывать все население. Великобритания ввела юридические обязанности в отношении школ, если они хотят использовать биометрическую информацию о учениках, в Законе о защите свобод 2012 года.
Утверждается, что невозможно восстановить отпечаток пальца от биометрических считывателей, хотя в 2007 году было проведено исследование, и Институт инженеров по электротехнике и электронике опубликовал статью «От шаблона к изображению: восстановление отпечатков пальцев из точек мелочей»
В 2002 году неправительственная организация Privacy International предупредила, что десятки тысяч школьников Великобритании подвергаются дактилоскопии в школах, часто без ведома или согласия их родителей. В 2002 году поставщик Micro Librarian Systems, который использует технологию, аналогичную той, которая используется в тюрьмах США и у немецких военных, подсчитал, что 350 школ по всей Великобритании используют такие системы для замены библиотечных карточек. В 2007 году было подсчитано, что 3500 школ (в десять раз больше) используют такие системы. К 2009 году число детей, у которых сняли отпечатки пальцев, оценивалось в два миллиона.
В Законе о защите свобод; Часть 1 «Регулирование биометрических данных», глава 2, школы и колледжи обязаны получить согласие одного из родителей ребёнка в возрасте до 18 лет на получение и обработку биометрической информации о ребёнке, а закон предоставляет детям право прекратить обработку их биометрической информации независимо от согласия родителей. В нём также указывается, что если какой-либо родитель возражает против обработки биометрической информации, он также должен быть прекращен.
Другие утверждают, что в соответствии с Законом о защите данных (DPA), школы в Великобритании не должны запрашивать согласие родителей на такие действия. Родители, выступающие против такой практики, могут подавать только индивидуальные жалобы на школы. Независимо от этого права ребёнка в соответствии с Законом о защите свобод остаются в силе.

## Франция
Предполагаемое взятие у детей отпечатков пальцев нужно для доступа в школьную столовую. Каждый день, чтобы поесть, ученики должны прикрепить один большой палец к оптическому считывающему устройству. Любая автоматизированная обработка персональных данных должна быть заявлена в Комиссии CNIL — официальный орган, отвечающий за защиту частной жизни. Также правительство во многих школах планирует оборудовать входные порталы с камерами, которые будут открываться только при распознавании лица ученика. Однако CNIL пока что препятствует реализации этого плана. Он называет распознавание лиц учащихся и учителей «ненужной и непропорциональной» мерой.

## Ранние случаи
Школьный округ Penn Cambria в Крессоне, штат Пенсильвания, стал одним из первых пользователей биометрических технологий. В 2000 году местная компания по разработке программного обеспечения Food Service Solutions разработала и внедрила систему, в которой студенты покупали ланч всего лишь по отпечатку пальца. Американский союз гражданских свобод заявил, что это «может привести концу права на частную жизнь».
Биометрические системы были впервые использованы в школах в Великобритании в 2001 году. Использование этой технологии в школах получило широкое распространение, хотя в настоящее время нет официальных данных о том, сколько школ используют эту технологию.

## Приложения
Биометрические технологии в школах чаще всего используются для заимствования библиотечных книг, для систем безналичных столовых, торговых автоматов, посещаемости занятий и оплаты в школах. Биометрические технологии для поездок до дома или на школьном автобусе также находятся в стадии разработки.

## Текущее использование
Две страны, находящиеся на главных позициях в применении биометрических технологий в школах, — это Великобритания и США. Биометрические системы также используются в некоторых школах в Бельгии, Швеции, Франции и России, но были изъяты из школ Гонконга из-за проблем с конфиденциальностью.

## Проблемы
Вопросы о возможных проблемах с безопасностью хранения отпечатков пальцев при использовании типичных шаблонов пользования ею были подняты многими ведущими экспертами в информационной безопасности, включая Кима Кэмерона, разработчика доступа по личности в подразделении связанных систем, ссылаясь на исследования Кавукяна и Стоянова, заявил, что «пока ещё слишком рано начинать использовать 'конвенциональную биометрию' в школах».

## Преимущества
Поставщики биометрических систем заявляют о преимуществах этих систем для школ, таких как улучшение навыков чтения, сокращение времени ожидания в обеденных очередях и увеличение доходов. Они не ссылаются на независимые исследования в поддержку этого. Доктор наук Сандра Литон Грей из Homerton College, Кембридж, в начале 2007 года заявила, что «я не смогла найти ни одного опубликованного исследования, которое бы предполагало, что использование биометрии в школах способствует здоровому питанию или улучшает навыки чтения среди детей. Нет абсолютно никаких доказательств таких претензий».